# Kubinyi Lajos
Kubinyi Lajos (Újfehértó, 1821. április 22. – Budapest, 1880. március 12.) nemzetgazdasági író és lapszerkesztő.

## Élete
Előkelő nemes családból született; 1841-ben a fővárosban ügyvédi vizsgát tett; azután csakhamar megnősülve, nejének Pest vármegyei birtokán gazdálkodott. 
Az 1850-es években hosszabb ideig tartózkodott Párizsban és itt beható közgazdasági és művelődéstörténeti tanulmányokat tett; ellátogatott Londonba is. 1852-53-ban Hámos Gusztávval Nyugat-Európa fővárosait utazta be. 
Hazájába visszatérve, 1865-től 1867 tavaszáig A Hon közgazdasági rovatának vezetője volt; ezen lapban pár száz közgazdasági cikke jelent meg. 1856-57-ben a Magyar Sajtónál volt belmunkatárs. 1857-től a Magyar Néplapnak és Kalauznak lett főmunkatársa; utóbbi lapot 1858. június 19-től 1859. január 1-jéig (az 1. számot) szerkesztette is. 
Midőn a '48-as párt 1867. április 1-jén megalakította a Magyar Ujságot, ennek lett a munkatársa; eleinte nevének kezdőbetűjével írta cikkeit, melyeket akkor Kossuth Lajosnak tulajdonítottak. 1870. január 1-jétől december 31-ig szerkesztette a lapot; de a lapnak továbbra is közgazdasági írója és rovatvezetője maradt. 1874. április 1-jén, mikor a lap beleolvadt az Egyetértésbe, ez utóbbinak lett munkatársa. 1877. január 15-én a Házi-Ipar Lapjának, a központi házi-ipar közlönyének szerkesztését vette át, mely havonként kétszer jelent meg; 1879-ben a Néptanítók Lapjának mellékleteként havonként jelent meg és ez évben is Kubinyi szerkesztette. 
Később anyagi gondok és betegség súlya alatt megtört. Trefort Ágoston miniszter a rendelkezési alapból 200 forinttal segélyezte s a magyar írók segélyegyletétől is rendes havi segélyt kapott; azonban mellbaja súlyosbulván, önkezével vetett véget életének 1880. március 12-én Budapesten. Temetését adakozásból fedezték írótársai s néhány országgyűlési képviselő. Első házasságából született fia, Gusztáv vidéken gazdálkodott. 1872 körül másodszor megnősült, fiatal francia nevelőnőt vett el; ezen házasságából született fia, atyja halálakor még csak kétéves volt.

## Írásai
Cikkei a Pesti Divatlapban (1847. II. Az élet feladata s annak eszközei); a Vasárnapi Ujságban (1856. Kender, len, gyapju-fonás-szövés-festés, 15 aranynyal jutalmazott pályamű, 1857. Hogyan állítsunk takarékpénztárakat, 1858. Hogyan termeljünk villákat és gereblyéket, 1864. Levelek Sziléziából: Gräfenberg, szept. 25., 26.); a Gazdasági Lapokban (1857. A bérrendszer mint hatalmas előmozdítója anyagi jobblétünknek, Cato mint mezei gazda, párvonalban azon mezei gazdákkal, kik jelenleg a kor igényeinek megfelelnek, 1858. Községi takaréktárak, 1859. Miképen tehetjük a mezei gazdaságot oly biztos üzletté, minő a gyáripar, 1860. Egy mód a földbirtokosok hitele emelésére, A kender és len értékesítéséről, 1861. Termelési méretek, Felszólítás a magyar gazdákhoz: minél több gyakornok elvállalása iránt, Kérdések a felföldi gazdászat érdekében, 1864. Közgazdászati adatok és elvek a felföld részére, Részvényes gazdászati tanintézetek, Gazdasági tudósítás Gräfenbergből. A gazdasági egyletek mint kereskedelmi közvetítők, Gazdasági ismereteink népszerűsítésének ügyében, Pénzforrások, 1864., 1866. Vidéki tudósítások Eperjesről, 1864–65. Sárosmegye viszonyai. A főbb pályák arányosításának szükségessége, Közgazdaságunk érdekében, Sárosmegye gazdasági egylete főbb feladatai, 1867. A polgári szabadság mint a gazdászat emeltyűje, A gazdasági és iparegyletek egymás kezére dolgozása, Mit hoz a tavasz? Utak és módok hazai gazdászatunk emelésére, A szövetanyagok nevezetesb tulajdonai, Az okszerű gazda eddig mellőzött feladatai, Tanulságok a jelen évből a jövőre, Nemcsak a természet termel, 1868. Veszélyes aránytalanságok a magán- és közgazdaság viszonyaiban. A gazdasági, erdészeti és ipariskolák érdekében, Új viszonyaink, Pozsonyi mérő és vámmázsa, A napszám-drágaság okai és annak megszüntetése, 1869. Haladunk-e vagy állunk, avagy éppen pusztulunk a mezei gazdaság terén?, Nemzetközi viszonyaink, Megélhetésünk biztosítása ügyében, 1874. Feladataink a földmívelés terén, Káros volna-e gazdaközönségünkre a gabonavám megszüntetése, Tél, ünnepek és farsang); a Magyar Sajtóban (1857. 76. sz. Nehány szó a tárlatokról nemzetgazdászati szempontból, 130., 131. sz. Nemzeti irodalmunk feladata, Az utak és mozderők jelentősége, 132., 135., 136. sz. A gépek életbeléptetéséről); a Napkeletben (1857. Az élet gyönyörei megrövidítéséről, Az erkölcsi és anyagi jólét a házi boldogság előmozdítására, Figyelmeztetés a vízgazra, 1858. A keleti nyelvek diadala, Nemzeti zenénk állapotáról, 1859. Divatos életbölcsesség, Emberi indulatok az állatokban, Balitéletek és téveszmék, Házasodjatok, de ne legyetek szerelmesek, 1862. Pénz! pénz! pénz!); a Magyar Néplapban (1857. A magyar nemzetiség és irodalom viszonya, A legszebb és hasznosb mozzanat, Államgazdászati vezéreszmék, A régi jó táblabirák és a volt jobbágyság viszonya jelenleg); a Szépirodalmi Közlönyben (1857. és 1861. A közjólétről, A zenéről, 1858. Az állati delejességről); a Kalauzban (1858. Eszmék és tények jobblétünk előmozdítására, Mit kell tennünk, Községi ápoló házak, Növény- és állathonosító társulat, Községi takarékpénztárak létesítése, Az életpályák rendezése, Hogyan vergődjünk anyagi jólétre kis- és középnagyságú birtokban? Mi elébbvaló teendőnk, mint a gazdasági gépek népszerűsítése? Népnevelő és ismeretterjesztő egyletek, Állandó gazdasági ipartárlatok, Minő történetkönyv kell nekünk? Egy vonás a népek életéből, a gépek életbeléptetésére nézve, A magyar nemzeti múzeum, A népiskolák és néptanítók hivatása, Hogyan mentsük fel bizonyos fő-fő Maecinásokat azon áldozattól, melyet az irodalomnak hoznak, Az állati delejességről, Miképen lehetne termelésünket jelenlegi erőnk mellett legalább is kétszerezni? A magyar gazdasági egyletek főteendője, Mit dolgozzunk majd télen át? A javító intézetekről, Az irodalom és művészet mint jobblétünk tényezője, Községi takarék- és magtárak, Nehány vonás jobblétünk történetéből, Minő kedvezményeket nyujthatunk a növényzetnek a szántás által, A családélet főkelléke, Társaséletünk, Mit köszönhet társaséletünk az irodalomnak? Hány osztályt alakitsunk a társaséletben, Ki a boldog? Kegyelet, jőjjön el a te országlásod, Érzelmek, vágyak és szenvedelmek); a Nép Ujságában (1859. A tűzanyag felhasználásáról, 1860. Nehány szó a nemzeti viseletről, Néhány szó a zene érdekében, Néhány szó jólétünk érdekében); az Emich Nagy Képes Naptárában (1860. Kellő vetés és művelésnél fogva a légkörből nyujtott könleges hatályát felhasználván, gabnatermő földeinket 1/2-ig megjavíthatják s a vetőmag 1/2 részét országszerte megkimélhetjük, A föld, 1861. Szózat a kisebb magyar földbirtokosok előmozdításának érdekében); a Honban (1863. A házi ipar, mint a közvagyonosság főforrása, cikksorozat, 1864. 1. és köv. sz. Az emberi tevékenység jelentékenyebb pályái és eredményei, cikksorozat, 106. sat. sz. Mezei gazdaság bajai, 150. sat. sz. Tanügyünk gazdasági szempontból, 185. sat. sz. A nép gazdászati szakértelme ügyében, 1865. 5. sat. sz. Anyagi érdekeink. 107. sat. sz. Szakképzettség szükségessége hazánkban, 146., 147. sz. Közüzletünk módosítása közgazdászatunkhoz, 153., 154. sz. Egy állandó iparmű-tárlat szükségessége hazánkban, 149. sz. A szakmunka és társulás értéke, 174. sat. sz. A pénz mint a köz életműveletek vezénylője, 186. sz. Ujpest, 248., 250. sz. Népnövelésünk ügye a gazdászathoz viszonyítva); a Gyógyászatban (1864. Fürdői levelek); a Felvidékben (1865. A vízgyógyászat érdekében, Sárosmegye közviszonya); a Kossuth-Albumban (1868. Karácsonyesték 1852-ben az exgovernornál Londonban); az Ungar. Revueben (1869. Ungarische Akademie der Wissenschaften, (1832–1868); a Nemzetgazdasági Szemlében (1879. Házi iparunk jelen helyzete, Közgazdaságunk életfeltételei és a munkásosztály főbb teendői); írt még a Zenészeti Lapokba s a Vahot Imre által szerkesztett divatlapokba; utolsó cikke halála után jelent meg a Függetlenség a Nép Zászlójában (1880. 11. sz.)

## Művei
- Uti jegyzetek Nyugat-Európa fővárosaiban 1852-53-ból. Pest, 1854 (Hámos Gusztávval együtt)
- Vezéreszmék jobblétünk előmozdítására. Uo. 1858 (Ism. Budapesti Hirlap 13. sz.)
- Kalauz uj pénzünkre s reá vonatkozó rendeletekre. Uo. 1858
- A haladók és maradók csatározásai. Irány-regény. Uo. 1858. Három kötet. (Ism. Budapesti Hirlap 189. sz.)
- Viszonyaink és teendőink, vagyis azon okok, melyek köznemzeti kifejlődésünket gátolják és azon elvek és intézmények, melyek ezt előmozdítanák. Uo. 1867. (Ism. Budapesti Szemle VII.)
- Meddig él a magyar nemzet? Nemzeti lét-kérdés. Hazánk fiainak és leányainak. Uo. 1873. Online
- Közgazdaságunk életfeltételei és a munkásosztály főbb teendői. Bpest, 1874
- Nemzetgazdasági statistika. A földmívelés, ipar és kereskedelem helyes arányai Magyarországon. Uo. 1875 (2. czímkiadás. Ugyanott, 1884)
- Állítsunk-e vámkorlátokat vagy vám-védegyleteket? Uo. 1875
- A házi ipar könyve. Válogatott források után, számos ábrákkal. Kiadja a m. kir. vallás- és közokt. miniszter. Uo. 1877. Három füzet. (Ism. Néptanítók Lapja 1880. 106. l.)
- Az okszerű gazdálkodás alapelve. Kezdő- és kisbirtokosok számára. Válogatott források nyomán számos ábrákkal. Uo. 1878
- Iparunk. Az iparosság hiányainak okai és fejlődésének kellékei hazánkban. Uo. 1877
- Magyarország érdekei és a vámügy. Uo. 1878
- Iparos-gazdák könyve. Az iparosgazdacsaládok számára. Rajzokkal. Uo. 1879
- Iparos-gazdasszonyok könyve. Az iparosgazda családok számára. Rajzokkal. Uo. 1879
- A szabad forgalom nemzetgazdasági értéke s teendőink a közlekedésügyben. Uo. 1880
- Életfeltétel és a munkás osztályok főbb teendői. Uo. 1881
- Kisbirtokosok tanácsadója. Válogatott források nyomán. Számos ábrákkal. Uo. 1893 (I. Az okszerű gazdálkodás alapelvei. II. Iparos gazdák könyve. III. Iparos gazdasszonyok könyve. 2. olcsó kiadás.)

Kéziratban maradtak Emlékezései és Utazási naplója.